# Рейчел, Джек и Эшли Два
«Ре́йчел, Джек и Э́шли Два» (англ. Rachel, Jack and Ashley Too) — третий и последний эпизод пятого сезона сериала «Чёрное зеркало». Главные роли исполнили Майли Сайрус, Ангури Райс и Мэдисон Девенпорт. Сценарий эпизода написал создатель сериала Чарли Брукер. Премьера состоялась на канале Netflix 5 июня 2019 года. В эпизоде рассказывается о двух сёстрах-подростках Рейчел и Джек, которые, по стечению обстоятельств спасли известную поп-звезду Эшли Ортиз, известную, как Эшли О, от противозаконного использования её таланта. Группа менеджеров шоу-бизнеса во главе с тётей Эшли, путём незаконного применения специализированных лекарств и достижений современной техники, вынуждали её сочинять и исполнять песни против её воли.
В этом эпизоде Майли Сайрус сама исполняла свои песни и хореографические элементы.

## Сюжет
Сёстры-подростки Рейчел и Джек Гоггинс вместе со своим отцом Кевином недавно переехали в новый район. Их мать умерла два года назад. Кевин Гоггинс у себя дома безуспешно пытается разработать мышеловку, в которой грызун остаётся жив. Для этого он использует высокотехнологичное нейрофизиологическое оборудование собственной разработки и вычислительную технику. Рейчел и Джек практически одного возраста, но музыкальные вкусы у них различаются: Джек предпочитает тяжёлый рок, а Рейчел — фанат известной поп-певицы Эшли О.
Эшли О на вершине успеха, её тётя Кэтрин является также менеджером и идейным вдохновителем певицы. Они даже выпустили в продажу интерактивную куклу-робота Эшли Два — практически электронную копию Эшли О, которая благодаря современной технике является полноценным собеседником. Однако у реальной Эшли творческий кризис, ей больше нравится совсем другое направление в музыке — в частности рок. Под воздействием фарм-препаратов, которые Эшли принимает под руководством тёти, согласно контракту являющейся опекуном до 25-летия певицы, она фактически находится в творческом рабстве.
На своё пятнадцатилетие Рейчел получает подарок от родных — робота Эшли Два. Рейчел в восторге, но Джек это не нравится. Она считает, что кукла плохо влияет на её сестру. Случайно выясняется, что причиной кризиса Эшли О является то, что она давно не принимает препараты, которые ей рекомендовались, и собирается избавиться от опекунства тёти. Кэтрин Ортиз, подмешав таблетки в еду Эшли, ввела ту в состояние искусственной комы и решила использовать биотоки мозга Эшли для получения выгоды от обработки информации, получаемой от неё. Когда Эшли Два узнала, что Эшли О в коме, у неё произошёл сбой в памяти. Расстроенная Рейчел и её сестра попытались восстановить робота, подключив к оборудованию их отца. И тут выяснилось, что память робота содержит полноценную копию сознания Эшли О, а Рейчел и Джек случайно сняли блокировку, которая позволяла роботу использовать только малую часть памяти. В итоге Эшли Два стала полноценной копией Эшли О. Эшли Два попросила Рейчел и Джек помочь ей проникнуть в дом Эшли О и забрать улики против тёти Кэтрин, которые она собирала до комы, чтобы разорвать неволящий её контракт.
Пробравшись в дом, Эшли Два попыталась убить находящуюся в коме Эшли О, объяснив Рейчел и Джек, что настоящая Эшли никогда бы не хотела жить таким образом. Вместо этого Эшли О пришла в сознание, вчетвером они сбежали из дома певицы и явились на презентацию тёти Кэтрин, которая собиралась при помощи памяти племянницы, извлечённой для производства Эшли Два и её голографической копии под именем Эшли Вечная, продолжать концертные туры. В финальных титрах Эшли О в новом имидже на пару с Джек выступают на рок-концерте в ночном клубе, о котором давно мечтала Эшли О.

## Производство
«Рейчел, Джек и Эшли Два» был выпущен развлекательной компанией «Netflix», специализирующейся на выпуске фильмов и сериалов на основе потокового мультимедиа, вместе со всем пятым сезоном «Чёрного зеркала» 5 июня 2019 года. Также в пятый сезон должен был войти и интерактивный фильм «Чёрное зеркало: Брандашмыг», но его было решено выделить в отдельный полнометражный фильм. В отличие от остальных сезонов сериала, в пятом сезоне, по словам создателей, было решено выпустить всего три серии, чтобы зрителям не надо было долго ждать.
Хоть повествование и происходит в США, на самом деле съёмки производились в Южной Африке в Кейптауне. Чарли Брукер объяснил, что в основном «Чёрное зеркало» снимается в ЮАР, Великобритании, Канаде или Испании. Никогда съёмки не производились в США, это слишком дорого, а необходимые места и пейзажи для съёмок можно найти и за пределами США. В Кейптауне многие места похожи на Лос-Анджелес, и всю съёмочную группу направили туда. В ноябре 2018 года там же заметили и Майли Сайрус, в связи с чем и стали связывать её появление с сериалом «Чёрное зеркало».
Сценарий к эпизоду написал Чарли Брукер на основе своего сценария, написанного несколько лет назад о рок-группе, жизнь членов которой трагически оборвалась в один момент, а потом они были воскрешены и поразились, как их бывший менеджер получает прибыль с их голографических копий на выступлениях. Ещё Брукер заявил, что терпеть не может современные голографические концерты таких бывших известных исполнителей, как Принс, Уитни Хьюстон и др.
Исполнительный продюсер эпизода Аннабель Джонс отметила положительное влияние певицы Майли Сайрус на общий настрой произведения. Помог её личный опыт как поп-певицы, кроме того, она внесла чувство некоторой уязвимости Эшли, за которой стоит «жуткий тренд поп-звезды». Майли отлично показала художника, который хочет быть индивидуальным, мечтающего вырваться из коммерческой машины.
В июне 2019 года песня «On a Roll» в исполнении Майли Сайрус вышла в качестве отдельного сингла.

## Отзывы
Эпизод получил довольно смешанные отзывы от критиков, которые хвалили игру Майли Сайрус, но одновременно критиковали сюжет. Эпизод имеет рейтинг 47 % на Rotten Tomatoes, основанный на 38 отзывах, и это самый низкий рейтинг эпизода сериала на момент выхода.